# MSC Monterey
MSC Monterey je kontejnerski brod kojeg je 2008. godine izgradilo rumunjsko brodogradilište Daewoo Mangalia Heavy Industries. Brod je u vlasništvu međunarodne brodarske kompanije Mediterranean Shipping Company a plovi pod panamskom zastavom. Riječ je o petom od ukupno dvanaest brodova koliko ih je kompanija naručila.

## Vanjske poveznice
- Fleetmon.com
- Marine Traffic.com